# Nerville-la-Forêt
Nerville-la-Forêt é uma comuna francesa na região administrativa da Ilha de França, no departamento do Vale do Oise. Estende-se por uma área de 6.68 km². Em 2010 a comuna tinha 708 habitantes (densidade: 106 hab./km²).